# 중앙인민정부 홍콩 주재 국가안보공서
중앙인민정부 홍콩 주재 국가안보공서는 2020년 7월 8일 출범한 홍콩 국가보안법 시행 전담 부서이다. 줄여서 홍콩 국가안보처라고도 한다.

## 설립 배경
홍콩국안법의 실질적인 집행을 위해서는 집행 수단이 있어야 하기 때문에 국가안보공서를 통해 중앙정부가 홍콩국안법의 실행을 진행하고자 했다. 중앙인민정부의 파견기관인 주홍콩 국가안전수호공서와 특별행정구 유관 기관은 홍콩국안법에 규정된 직책에 따라 업무를 수행해 홍콩특별행정구 국가안전을 수호하는 집행 기제를 공동 구성하며, 국가안전을 수호하는 헌제 책임을 공동으로 이행함으로써 유관 법률 집행이 제대로 실행되고 효과적으로 시행되도록 확보했다. 홍콩 보안법 초안에는 중국 중앙정부가 홍콩 국가안보처에 해당하는 홍콩 주재 국가안보공서를, 홍콩 정부가 행정장관을 수장으로 하는 홍콩 국가안보수호위원회를 설립하는 내용이 포함됐다. 특히 국가안보공서 등이 극소수 국가안보 관련 범죄에 대한 관할권을 행사하는 것은 중앙정부의 통치권에 따른 것이라고 밝혀 필요 시 국가안보공서를 통해 중앙정부가 관할권을 행사할 수 있도록 했다.

## 구성
홍콩 국가안보처 초대 수장에는 강경파 인사인 정옌슝이 임명되었다.

## 권한
홍콩 주재 중앙정부 국가안보 기구는 중국 정부가 홍콩에 설치하는 '국가안보처'이며, 앞으로 홍콩의 안보 정세를 분석하고, 안보 전략과 정책 수립에 대한 의견을 제안, 감독, 지도, 협력하는 권한을 가진다. 또한  홍콩에서 분열 세력의 소요 사태가 발생하면 이를 진압하기 위해 마련된 '홍콩보안법'이 제대로 집행되는지 감독한다.